# Gare de Nevers
La gare de Nevers est une gare ferroviaire française des lignes de Moret-Veneux-les-Sablons à Lyon-Perrache, de Nevers à Chagny et de Clamecy à Nevers. Elle est située rue de la gare, à l'ouest du centre-ville de Nevers (préfecture du département de la Nièvre), en région Bourgogne-Franche-Comté.
Ouverte en 1850 par la Compagnie du chemin de fer du Centre, elle devient une gare de la compagnie du chemin de fer de Paris à Orléans (PO) avant d'être une gare de la Compagnie des chemins de fer de Paris à Lyon et à la Méditerranée (PLM) qui y crée un dépôt et des ateliers. Nevers est une importante gare de la Société nationale des chemins de fer français (SNCF) desservie par des trains grandes lignes Intercités et des trains express régionaux de Bourgogne-Franche-Comté (TER Bourgogne-Franche-Comté).

## Situation ferroviaire
Établie à 186 mètres d'altitude, la gare de Nevers est située au point kilométrique (PK) 253,040 de la ligne de Moret - Veneux-les-Sablons à Lyon-Perrache, entre les gares de Vauzelles et de Saincaize. 
Gare de bifurcation, elle est l'origine au PK 0,00 de la ligne de Nevers à Chagny, avant la halte de Nevers-les-Perrières et l'aboutissement au PK 301,810 de la ligne de Clamecy à Nevers, après la halte de Nevers-les-Perrières.

## Histoire

### Gare du Centre (1850-1852)
L'arrivée du chemin de fer à Nevers se concrétise lorsqu'une loi du 21 juin 1846 prévoit 24 300 000 francs pour la construction de la section de ligne, du Bec d'Allier à Clermont par le Bourbonnais, avec un embranchement sur Nevers. Cette loi vient en complément d'une loi du 11 juin 1842 autorisant un « chemin de fer de Paris vers le centre de la France par Bourges » et d'une loi du 26 juillet 1844 organisant le prolongement de cette ligne en deux branches : de Vierzon à Châteauroux puis Limoges et de Bourges à Clermont par le Bec d'Allier. Il est alors prévu que c'est l'État qui gère l'achat des terrains et la réalisation des terrassements ainsi que la construction des ouvrages d'art, des stations, des ateliers et des maisons de garde-barrières, pour une livraison au concessionnaire. Le 9 octobre 1844, la Compagnie des chemins de fer du Centre remporte l'adjudication concernant la pose de la voie et l'exploitation de la ligne. 
Dans ce cadre, l'embranchement de Nevers est néanmoins une entité particulière dont les modalités sont spécifiées dans une loi du 4 décembre 1848. Par son article 1er, elle autorise le ministre des Travaux publics à le « donner à bail » à la Compagnie du Centre et, par son article 2, elle précise que la station prévue sur la rive droite de l'Allier, selon un cahier des charges de 1844, sera finalement établie dans la ville de Nevers, sur la rive droite de la Loire. Elle précise également que l'État doit faire l'acquisition des terrains nécessaires à la réalisation d'une station à Saincaize, rendue nécessaire pour gérer la jonction des voies vers Bourges et vers Moulins. La convention pour la pose de la voie et l'exploitation de cet embranchement est signée le 12 décembre 1848 par l'État et la Compagnie du Centre.
À Nevers, l'emplacement choisi est celui de l'étang de la Passière, qui est comblé, alors que le ruisseau de l'Aiguillon qui l'alimente est recouvert. La parcelle étant trop étroite, on détruit les maisons situées du côté est de la rue des Excommuniés. Les bâtiments de la gare sont construits sur pilotis.
La gare de Nevers est mise en service le 5 octobre 1850 par la Compagnie du chemin de fer du Centre, lors de l'ouverture à l'exploitation des 33 km cumulant le tronçon de Nérondes au Guétin et l'embranchement du Guétin à  Nevers. Le dimanche 20 octobre 1850, a lieu l'inauguration ; deux trains partis de Paris, à 7 h 30 et à 8 h, avec quatre cents voyageurs, arrivent en gare après 6 h de voyage, temps mis pour parcourir les 304 km du trajet. Les canons tonnent à leurs arrivées au milieu d'une foule composée d'habitants venant des cantons du département. Après le discours d'inauguration, l'évêque de Nevers bénit les locomotives, en présence des personnalités parmi lesquelles on remarque : le nivernais André Dupin, ministre des Travaux publics, le préfet du département, Georges Dufaud, président du Conseil général, Gasc, président de la compagnie, Marc, le directeur, et les ingénieurs. Après une visite de la ville, un grand banquet réunit toutes les personnalités avant le feu d'artifice en clôture de cette journée. Un premier train prend le départ à 10 h pour le voyage de retour vers Paris.

### Tractations entre compagnies (1852-1857)
Le 27 mars 1852, le ministre des Travaux publics approuve le traité du 18 mars 1852, passé entre la Compagnie du chemin de fer du Centre et la Compagnie du chemin de fer de Paris à Orléans (PO), pour la cession du « bail à l'exploitation des lignes d'Orléans à Châteauroux et au Bec d'Allier et Nevers ».
En 1855, la Compagnie du PO conclut un traité, avec la Compagnie du chemin de fer de Paris à Lyon et la Compagnie du chemin de fer Grand-Central de France, pour la création de la « Compagnie du Bourbonnais », sous la forme d'une « société en participation ayant pour objet la construction et l'exploitation d'un chemin de fer de Paris à Lyon par Nevers, Corbeil et Moret ». Cette compagnie devient concessionnaire de la section située entre Nevers, Corbeil et Moret, par une convention, conclue entre les compagnies et l'État, approuvée par la loi du 2 mai 1855.
En 1857, le Grand-Central disparait et les compagnies de Paris à Lyon et de Lyon à la Méditerranée fusionnent pour former la Compagnie des chemins de fer de Paris à Lyon et à la Méditerranée. Celle-ci rachète les parts du Grand-Central et du PO, dans la Compagnie du Bourbonnais ; cet achat est approuvé par une loi du 19 juin 1857.

### Gare du PLM (1857-1937)
Le tronçon de Montargis à Nevers, élément de la première section de la ligne de Paris à Lyon par le Bourbonnais, est mis en service le 21 septembre 1861 par la Compagnie des chemins de fer de Paris à Lyon et à la Méditerranée (PLM).

La gare photographiée par Auguste Hippolyte Collard vers 1861
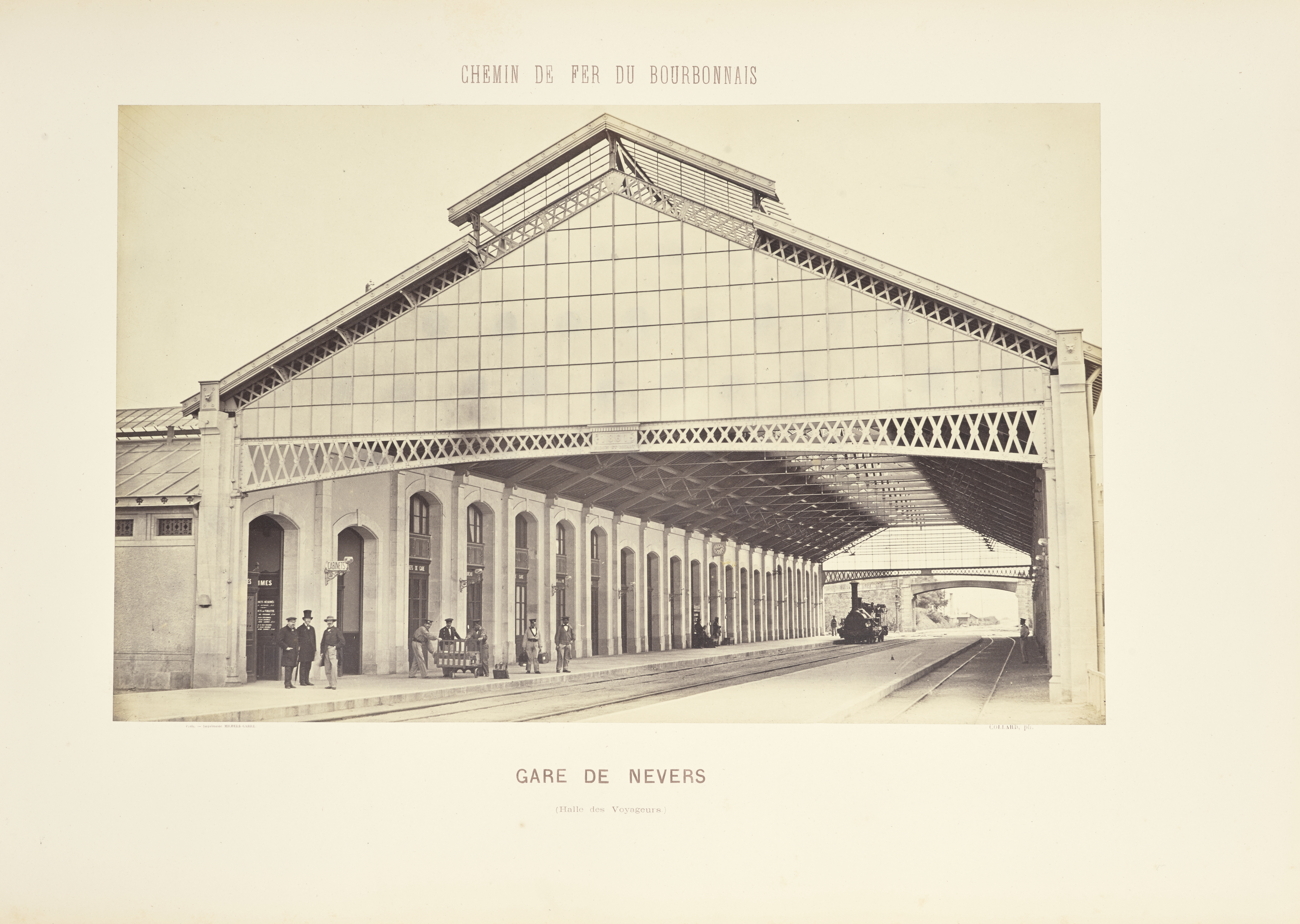
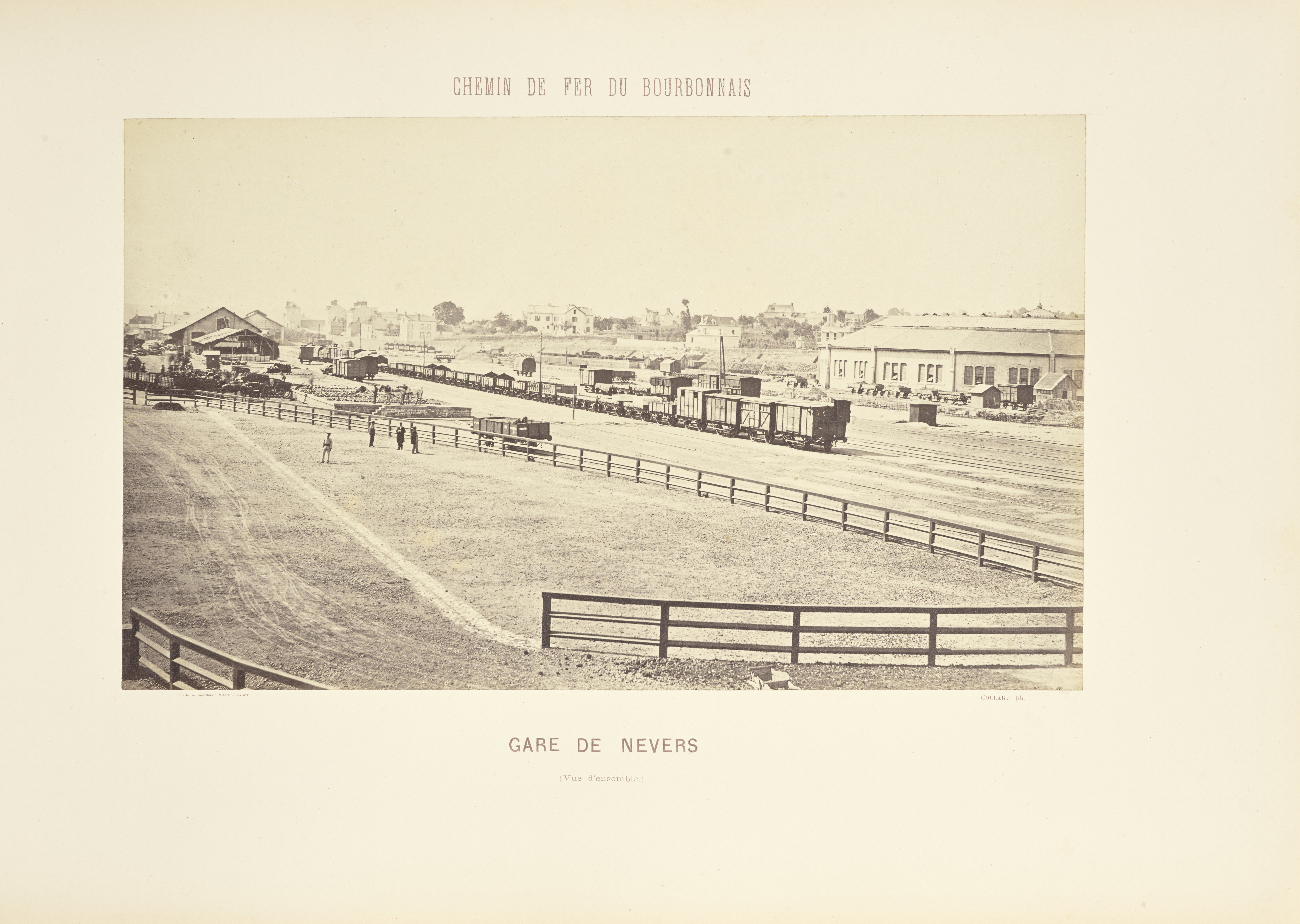
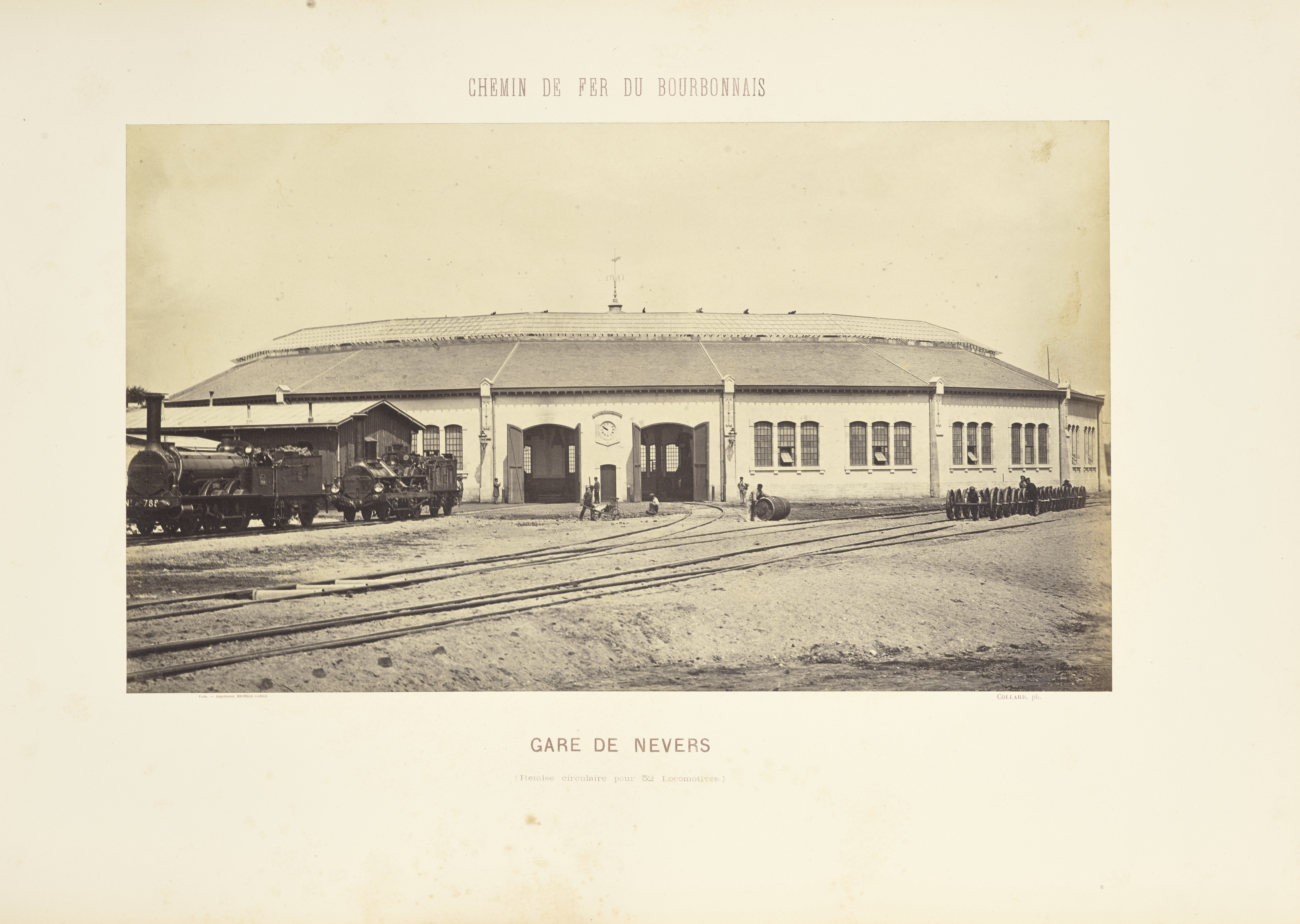

En 1878, des travaux à exécuter sont approuvés : allongement de la halle couverte du transbordement, ajout d'une voie et de deux plaques tournantes, construction d'un magasin et d'un séchoir.
La « gare de Nevers » figure dans la nomenclature 1911 des gares, stations et haltes de la compagnie du PLM. C'est une gare de bifurcation de la ligne de Moret-les-Sablons à Nîmes, située entre la gare de Fourchambault et la gare de Saincaize, terminus de la ligne de Laroche à Nevers après la gare d'Urzy et origine de la ligne de Nevers à Chagny par Montchanin, avant la gare d'Imphy. La gare est ouverte à l'expédition et à la réception de dépêches privées. Elle dispose des services complets de la grande vitesse (GV) et de la petite vitesse (PV).

La gare vers 1900
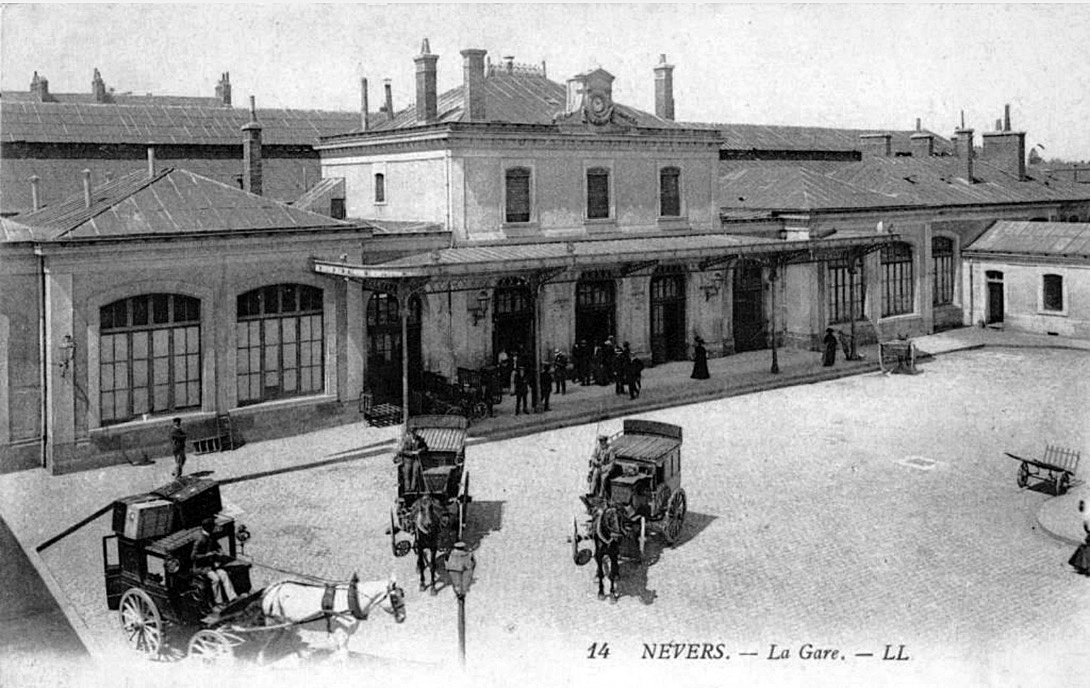
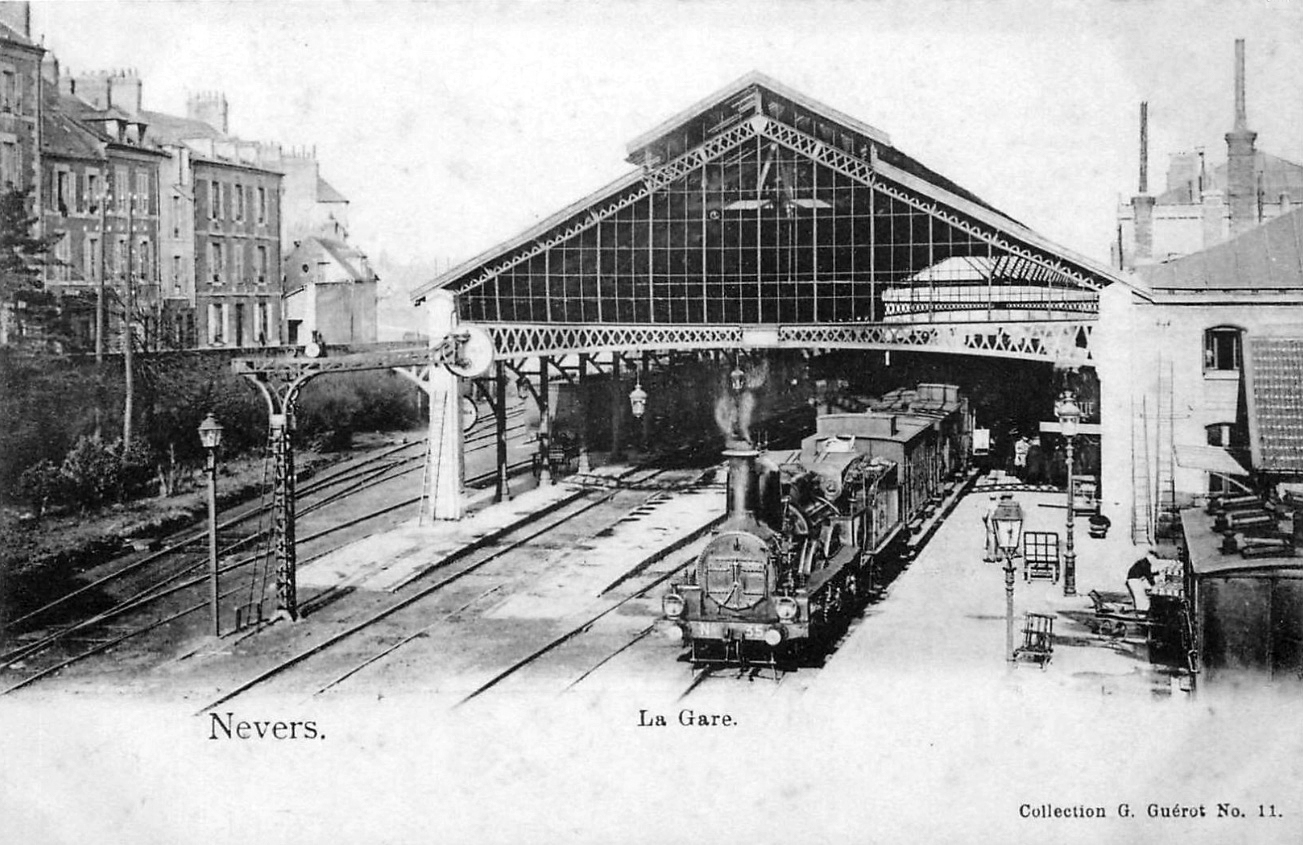
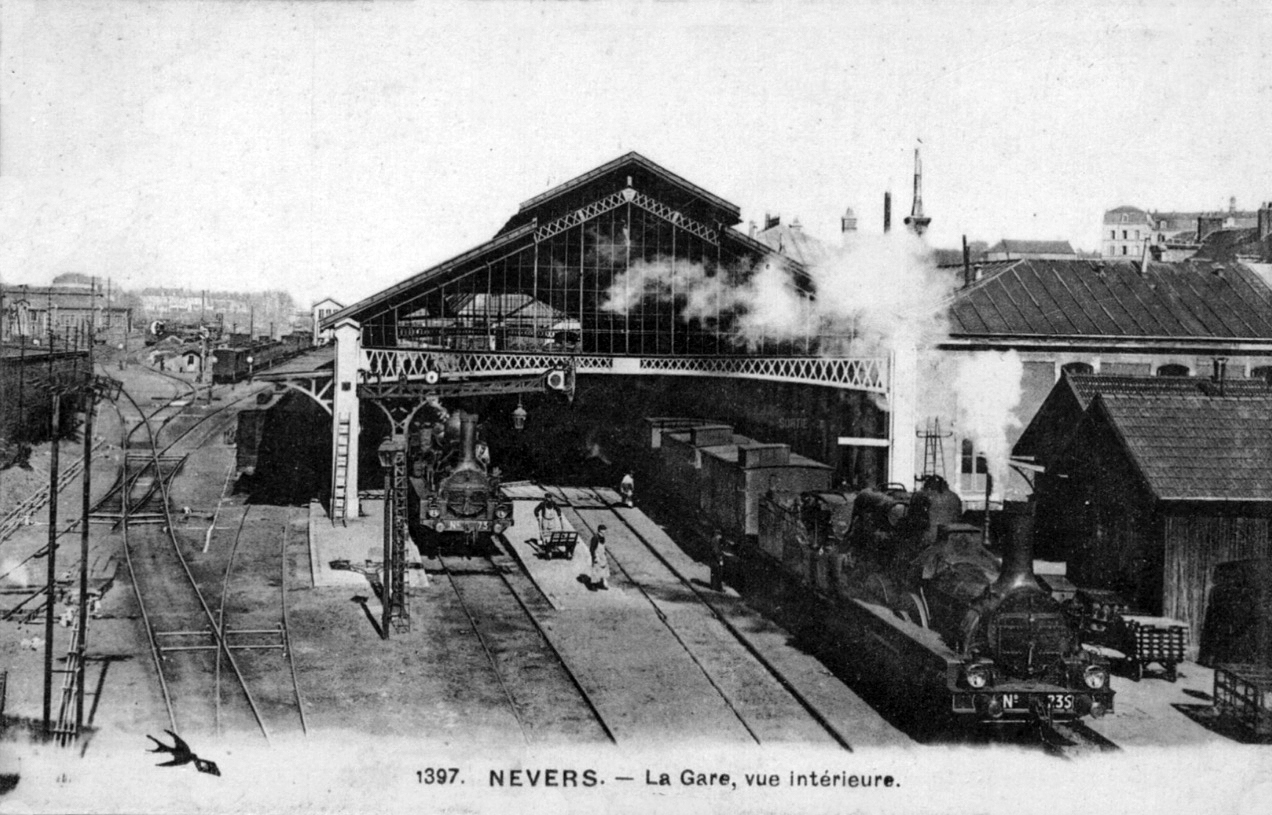

### Gare SNCF (depuis 1938)
En 1985, c'est l'une des trois gares principales de la ligne, ouverte aux services des voyageurs et des marchandises ; son trafic annuel de voyageurs est de 296 997 billets et de 2 805 abonnements et son trafic de marchandises, notamment des boissons et des produits métallurgiques et des industries mécaniques, représente un total de 43 750 tonnes à la réception et de 40 658 tonnes à l'expédition.La gare rénovée, avec notamment son nouveau fronton monumental, est inaugurée par le président de la République François Mitterrand le 14 février 1986. La mise sous tension de la ligne entre Moret et Nevers a lieu le 27 mars 1988.

La gare avec sa façade de 1986
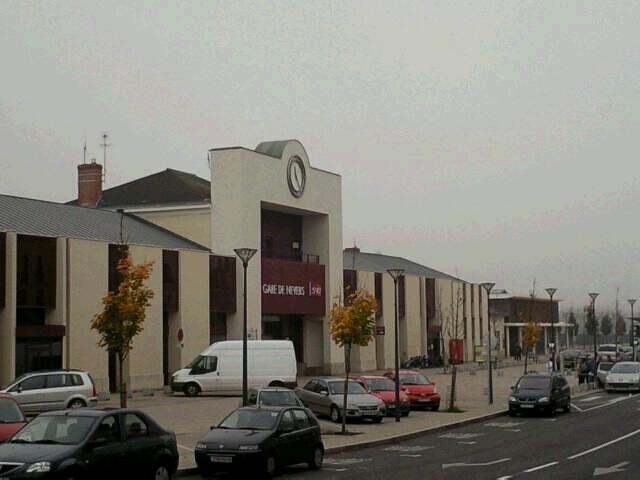
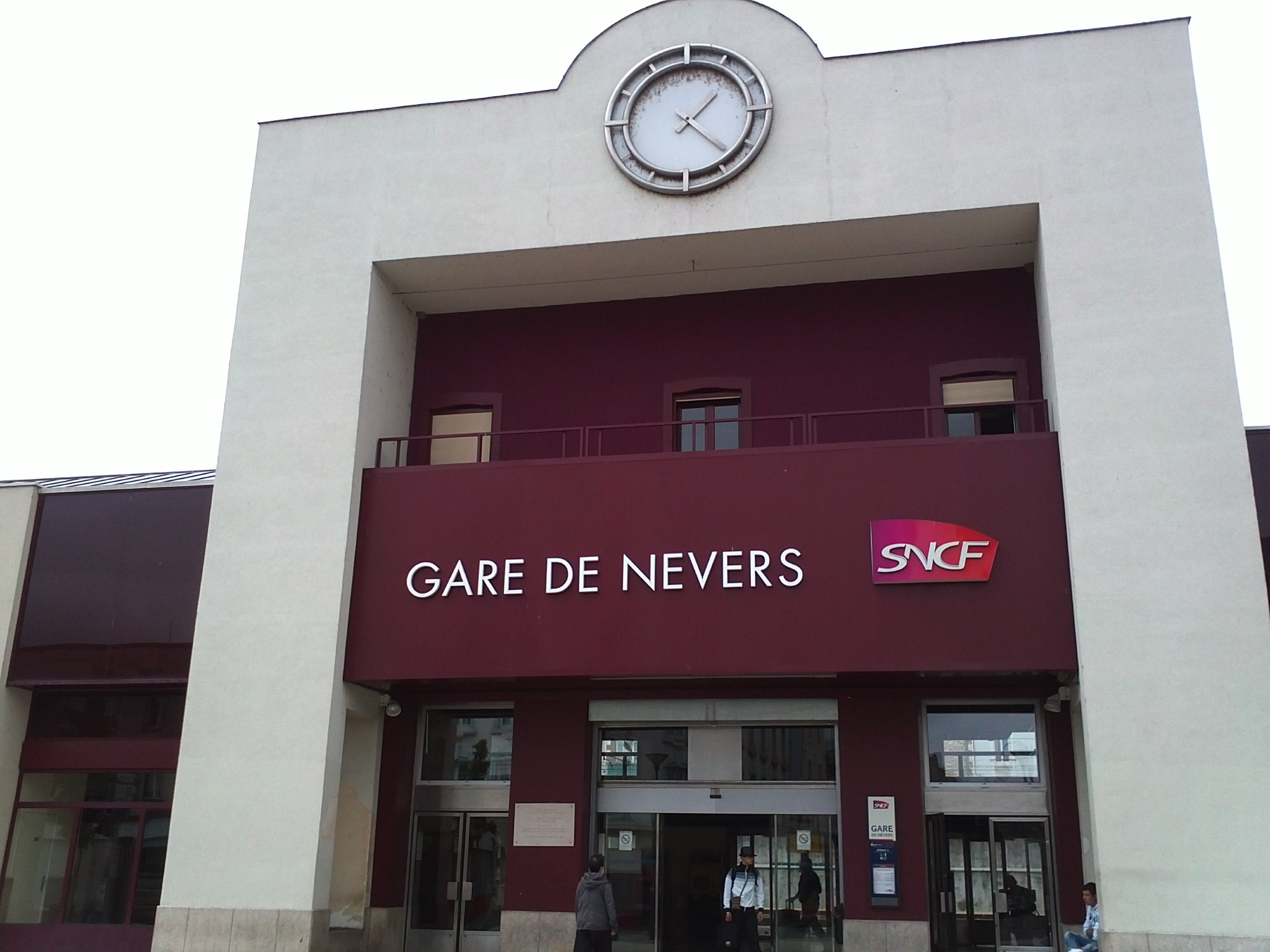
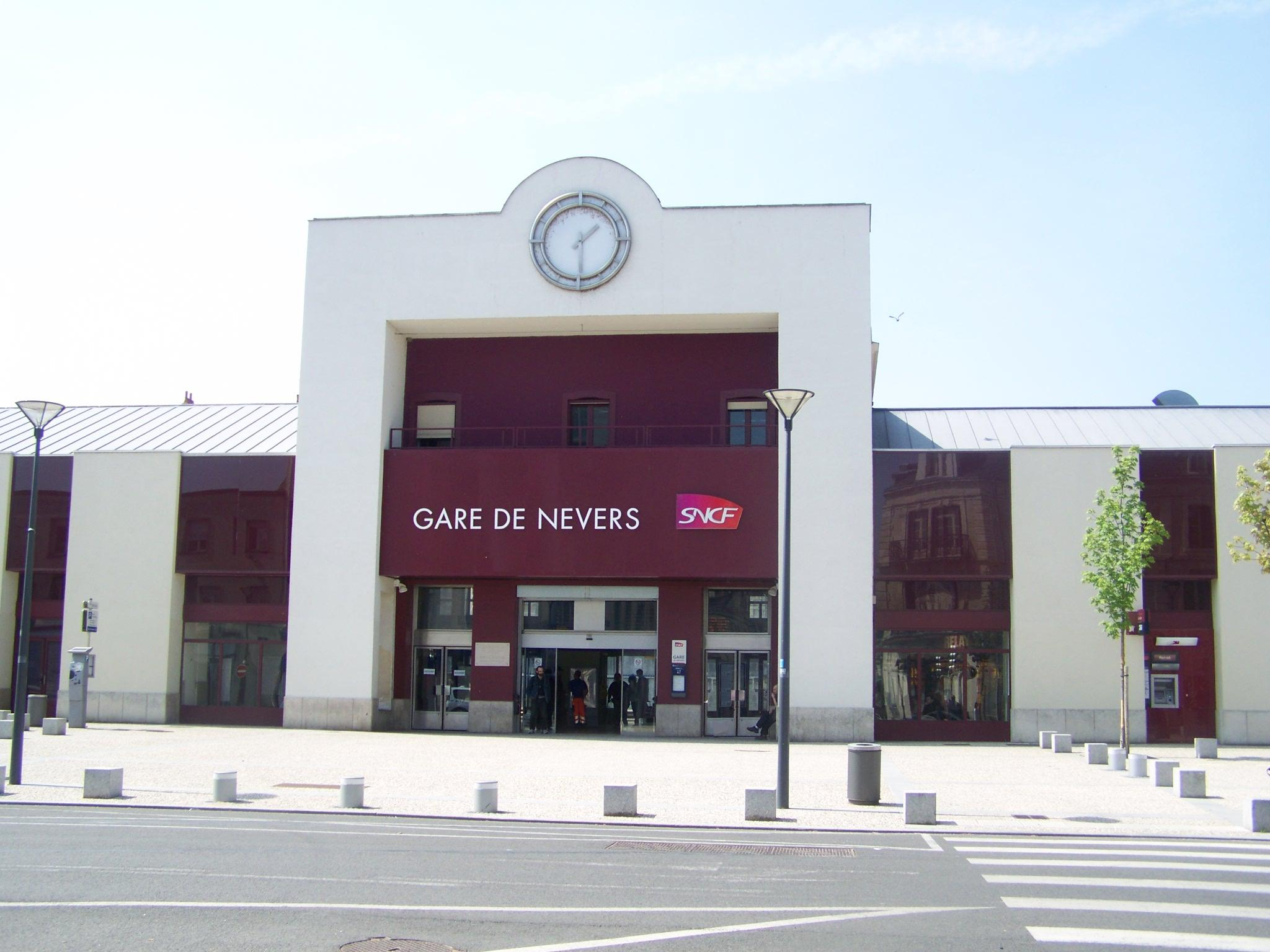

En 2013, l'historique buffet de la gare ferme ses portes. Du 25 février au 25 mars 2014, Réseau ferré de France ouvre un chantier de renouvellement des « constituants de la voie ferrée (rails, traverses, ballast) », s'ajoute des travaux sur les quais. Cela concerne les voies A, B et D pour un coût de 2,7 M€. En 2016, le point presse de l'enseigne Relay est fermé lors des travaux de rénovation et de réhabilitation du bâtiment voyageurs. Extérieurement, l'entrée monumentale des années 1980 est détruite pour remettre en lumière la façade et la toiture du bâtiment d'origine ; intérieurement, les espaces sont totalement rénovés et réhabilités. Le coût, entièrement pris en charge par la SNCF, est de 2 M€. Le chantier ayant rencontré des imprévus était en cours fin novembre 2017. À l'intérieur, le hall d'accueil, l'espace de vente et le réaménagement des toilettes accessibles depuis le hall, sont terminés et ouverts, mais l'espace prévu pour un commerce est resté vide. À l'extérieur, la façade en est aux finitions et le parvis doit être disponible dans sa totalité à la fin de l'année.
Le nouveau point presse et snack Relay est ouvert le 1er mars 2022, après de nombreux rebondissements.
Les travaux de mise en accessibilité sont lancés le 12 février 2025 en présence du Maire de la ville, de la préfète et de l'adjoint au transports de la région. Ces travaux, chiffrés à 17.4M d'euros, doivent permettre la construction d'une passerelle avec ascenseurs, la rénovation du passage sous-terrain existant et des équipements voyageurs. La future passerelle permettra également de relier le quartier de la Rotonde au centre-ville. Les travaux devraient s'achever en septembre 2026,.

## Fréquentation
De 2015 à 2023, selon les estimations de la SNCF, la fréquentation annuelle de la gare s'élève aux nombres indiqués dans le tableau ci-dessous.
| Année                      | 2015      | 2016      | 2017      | 2018      | 2019      | 2020    | 2021    | 2022      | 2023      |
| -------------------------- | --------- | --------- | --------- | --------- | --------- | ------- | ------- | --------- | --------- |
| Voyageurs                  | 875 783   | 831 561   | 880 368   | 818 644   | 876 999   | 559 625 | 771 722 | 1 022 933 | 1 045 312 |
| Voyageurs et non voyageurs | 1 094 729 | 1 039 452 | 1 100 460 | 1 023 305 | 1 096 248 | 699 532 | 964 653 | 1 278 667 | 1 306 640 |

## Service des voyageurs

### Accueil
La gare dispose d'un bâtiment voyageurs avec guichet, ouvert tous les jours, de distributeurs automatiques de titres de transport et d'un kiosque à journaux. Divers services sont disponibles, notamment l'accueil des personnes en situation de handicap et des jeunes voyageurs.  Dans le hall une boutique Relay y est installée,. En outre, des consignes sécurisées Amazon sont présentes

### Desserte
Nevers est desservie par : des trains grandes lignes Intercités, sur les relations Paris-Bercy - Clermont-Ferrand et Nantes - Lyon-Perrache ; mais aussi par des trains TER Bourgogne-Franche-Comté, sur de nombreuses relations, notamment : Paris-Bercy - Nevers, Tours - Lyon-Perrache, Nevers - Dijon-Ville. 

Installations
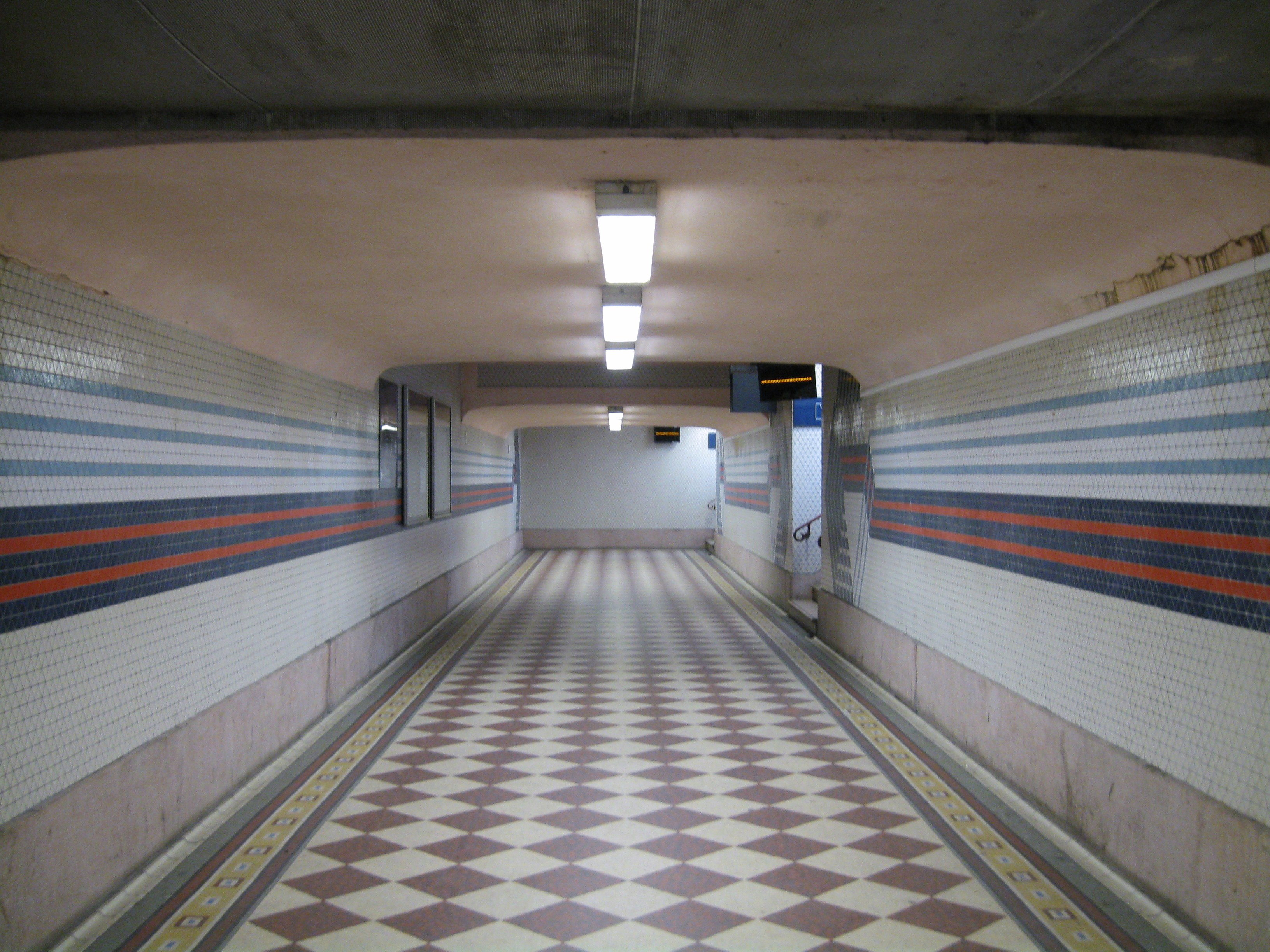
Souterrain d'accès aux quais.
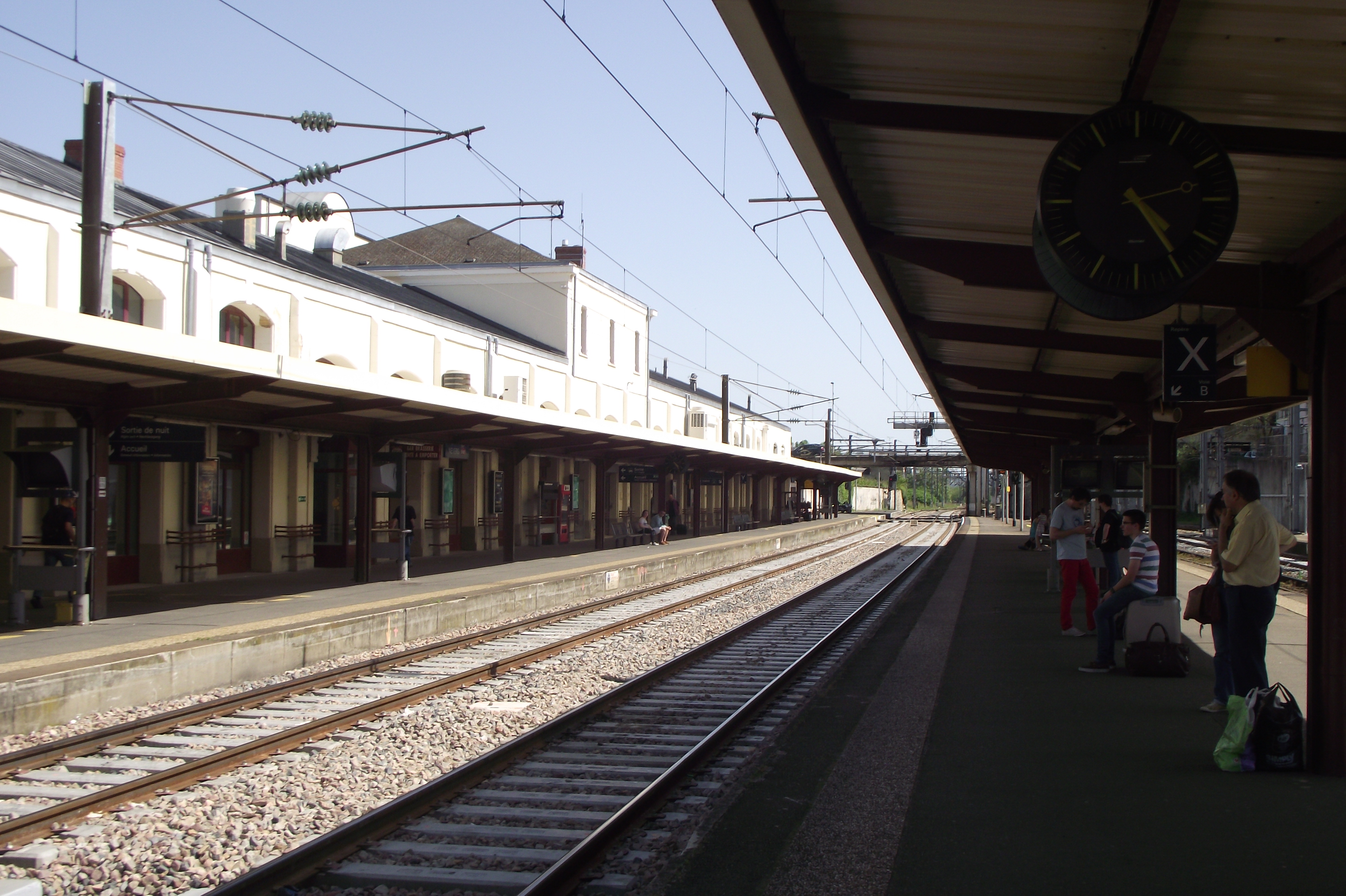
Direction de Clermont-Ferrand.
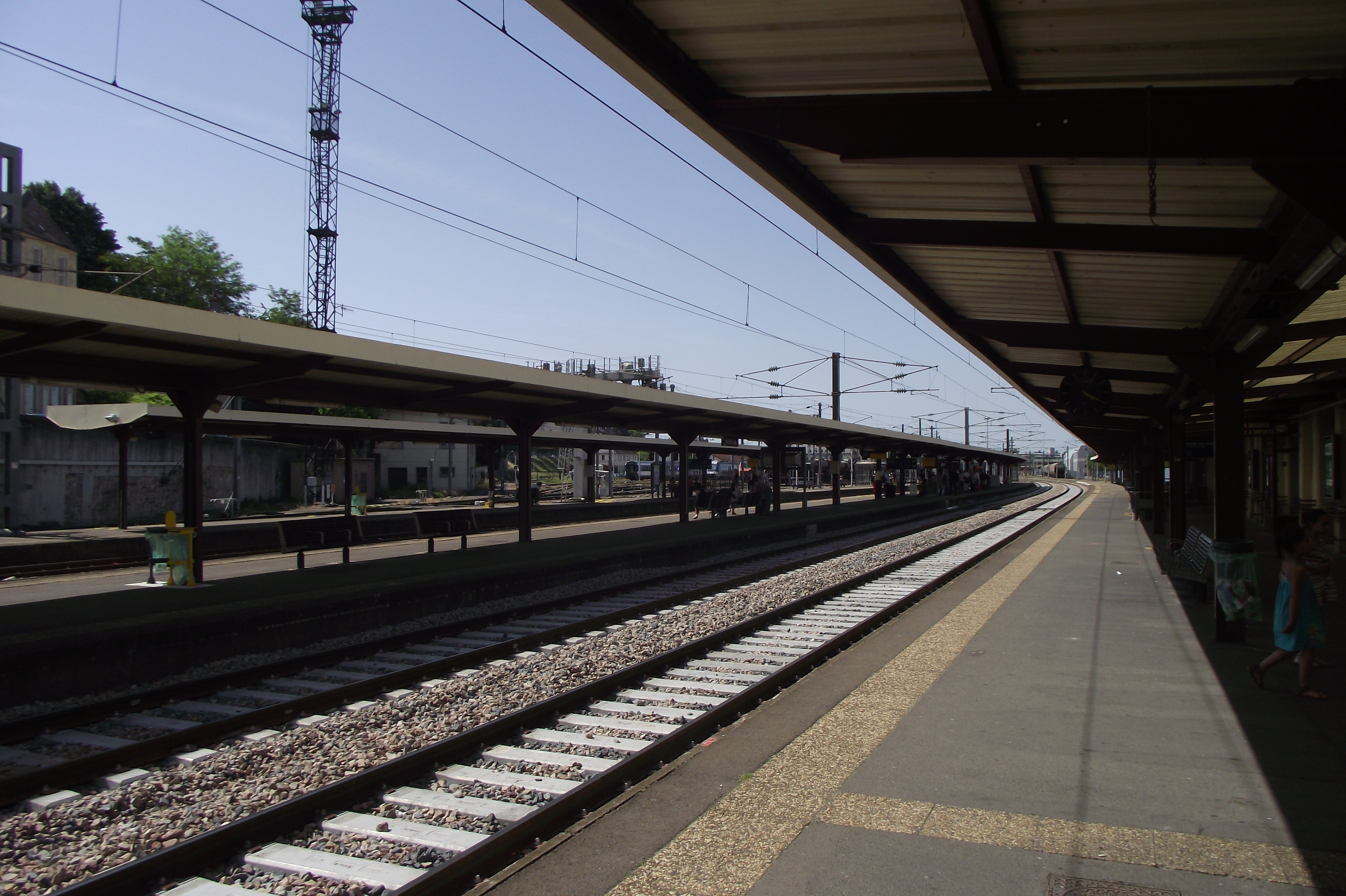
Direction de Paris.

### Intermodalité
Un parc pour les vélos et un parking pour les véhicules y sont aménagés. Elle est desservie par des bus du réseau Taneo avec les lignes T1, T2, 3, 4, 5, 10, 13, 14, Noctibus, le service Tibus ainsi que les lignes Presto et scolaires.

Installations
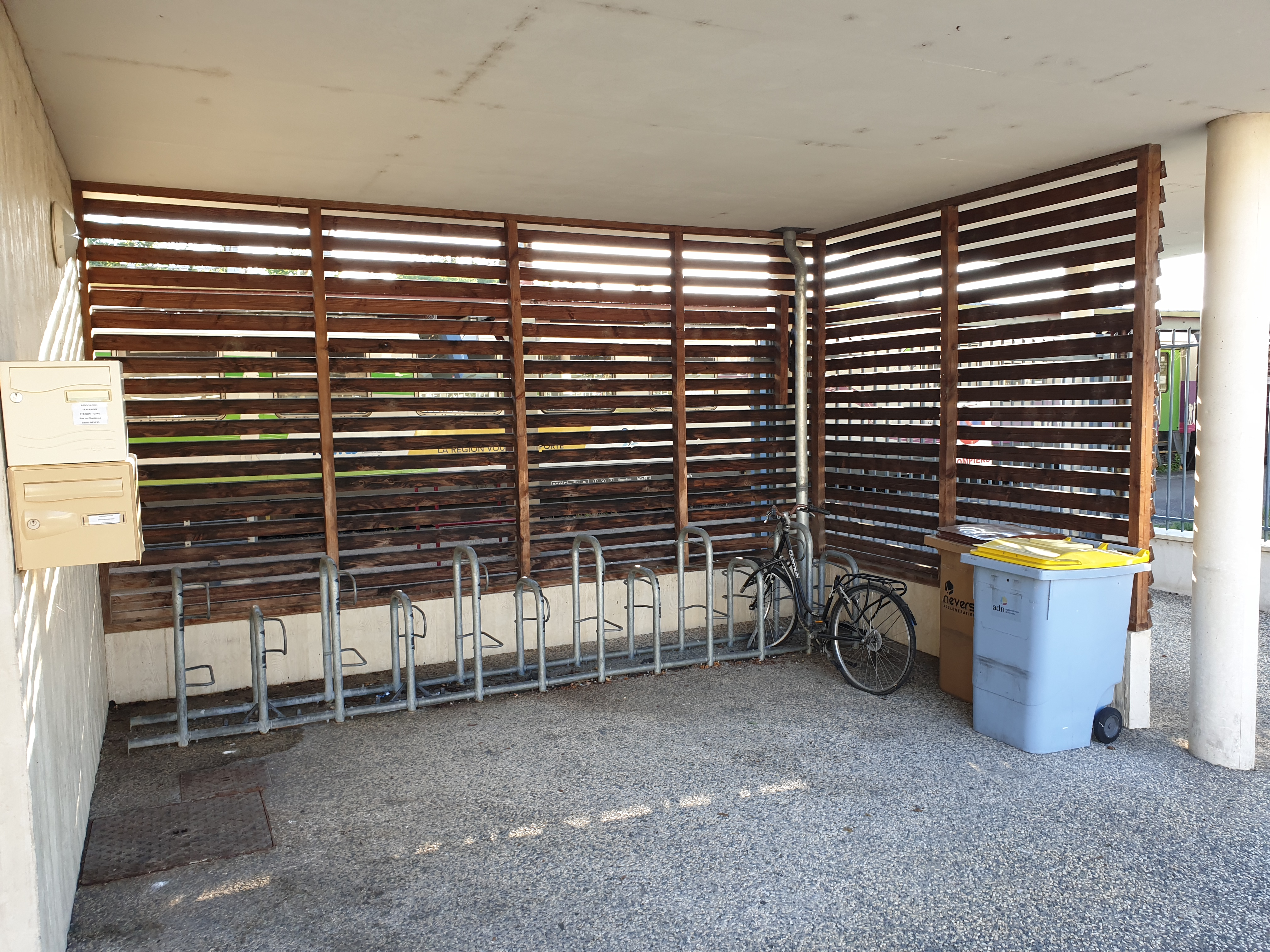
Abri vélos.
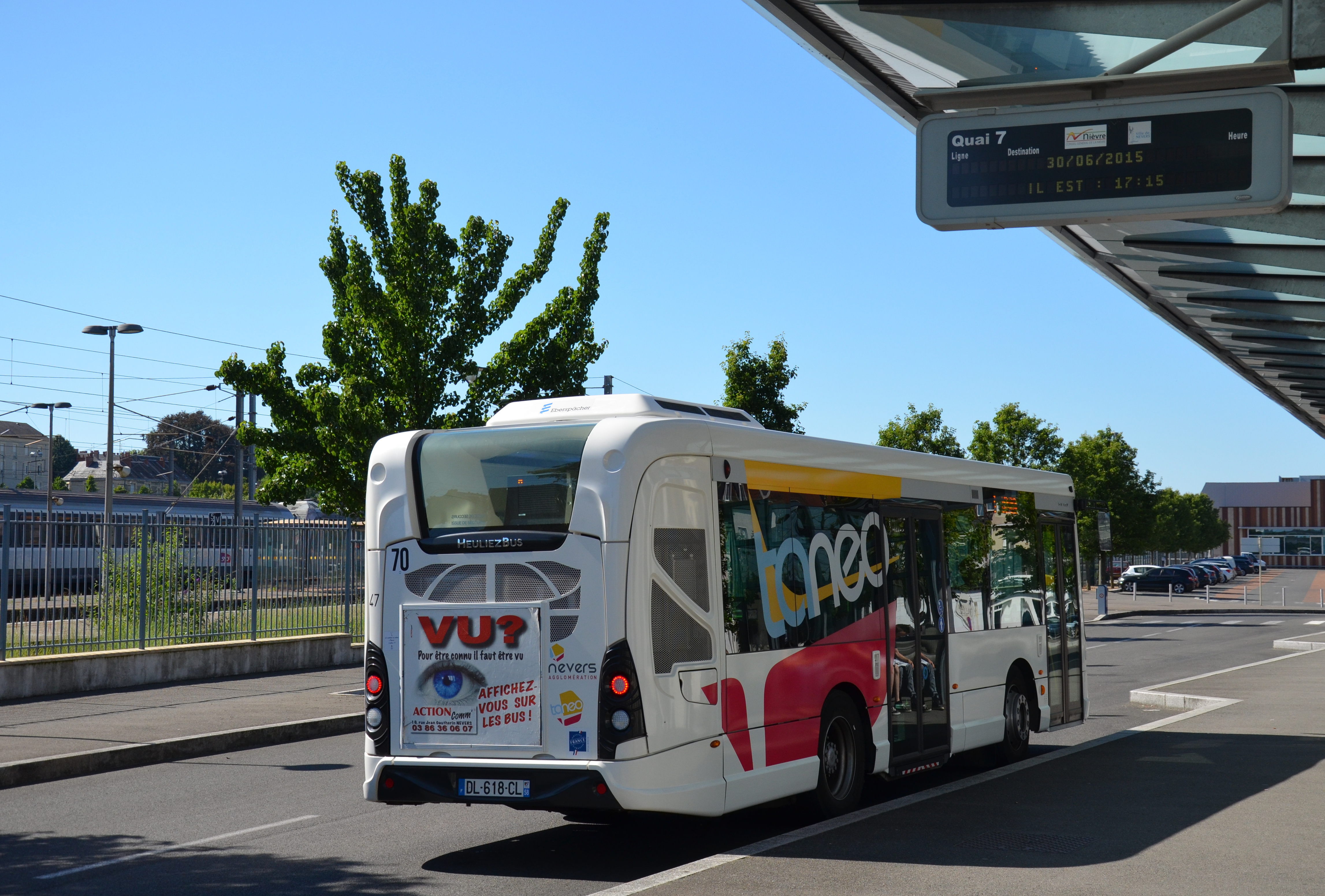
Bus du réseau Taneo.

## Service des marchandises
Cette gare est ouverte au service du fret.

## Autres sites des chemins de fer à Nevers

### Dépôt de Nevers
Le premier dépôt, situé à proximité de la gare, est mis en service en 1861 par le PLM. Il comprend notamment une rotonde et un parc de remisage. Saturé au début des années 1910, il nécessite l'aménagement d'un nouveau site hors de la ville. Ce second dépôt est totalement opérationnel en 1931 lors de la fermeture du premier,.

Le premier dépôt : rotonde et parc ouvert
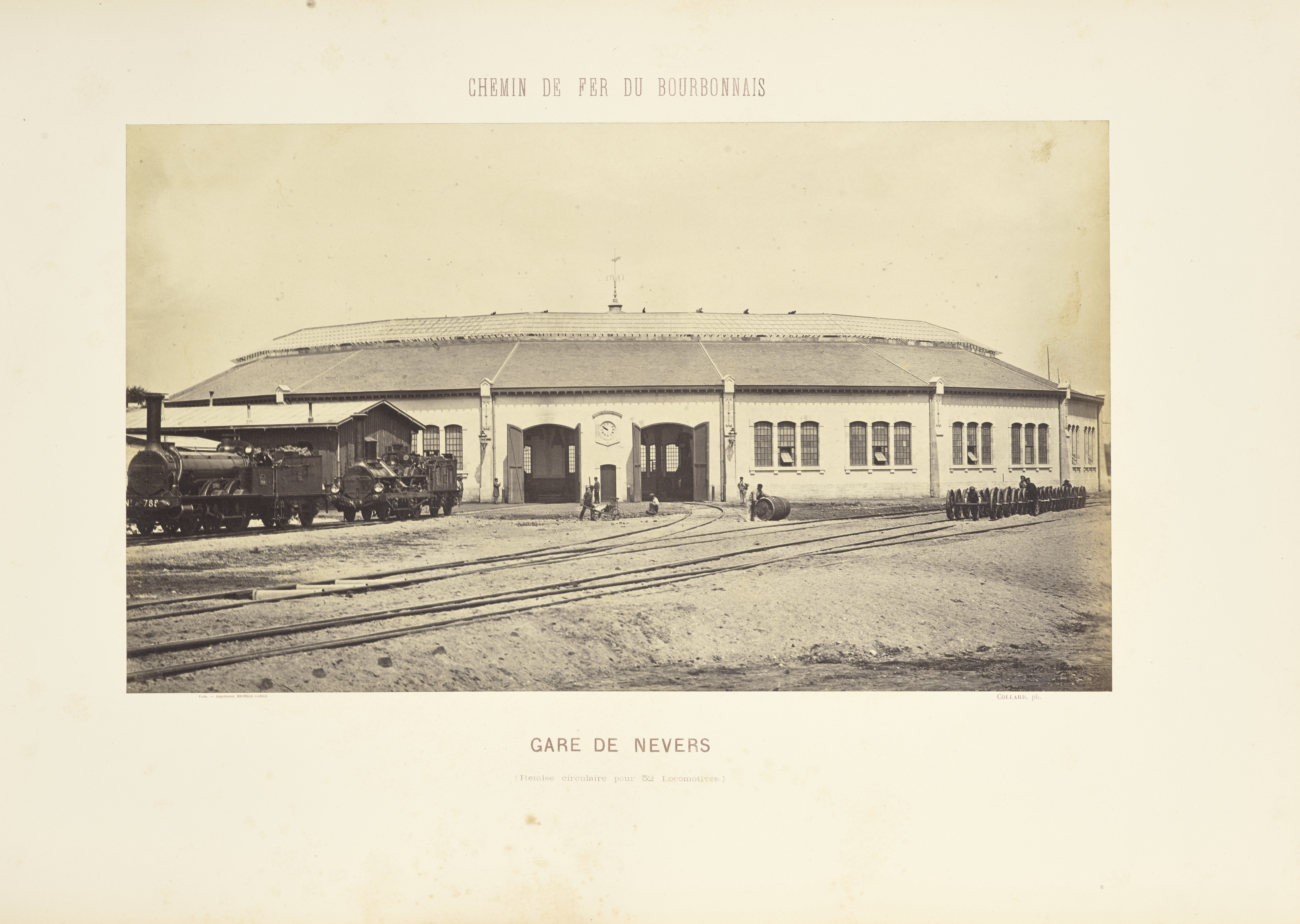
Rotonde en 1862.
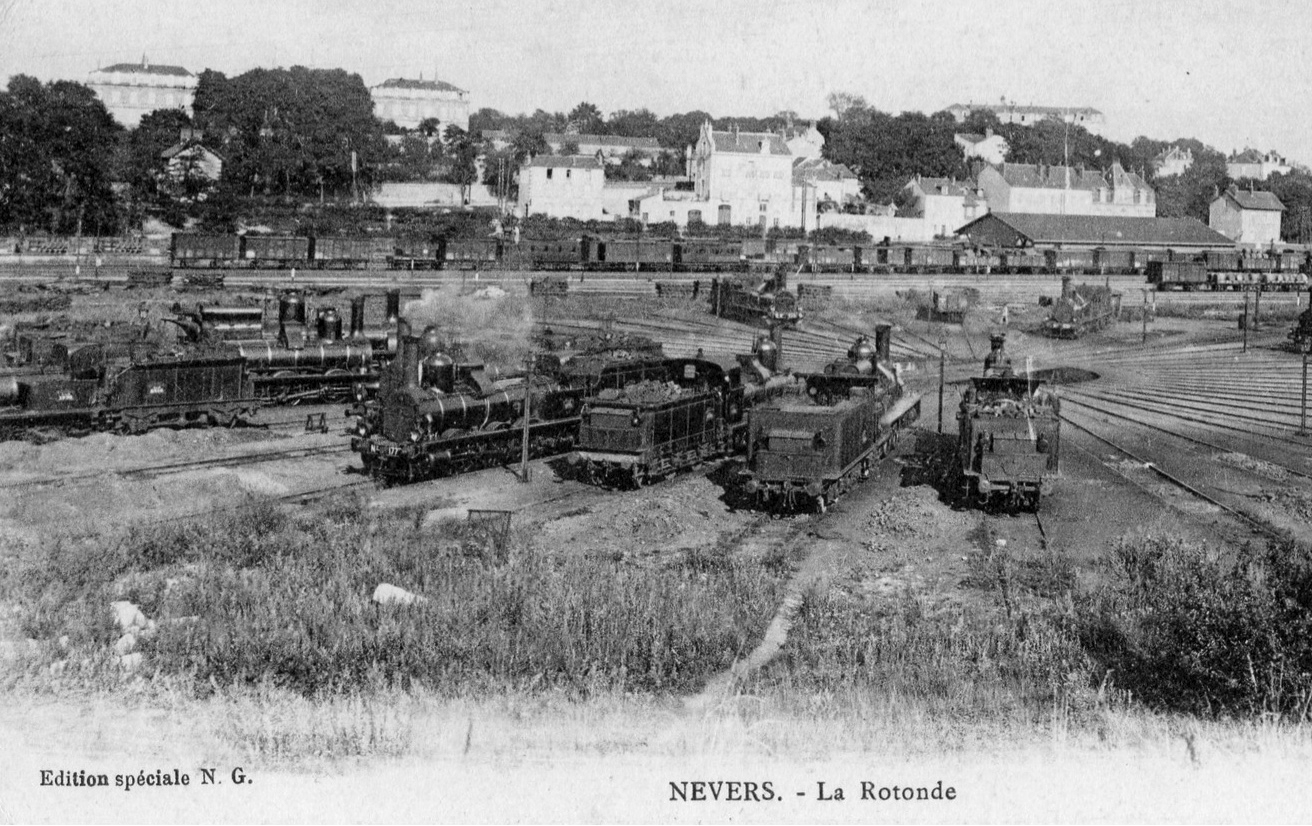
Parc vers 1900.
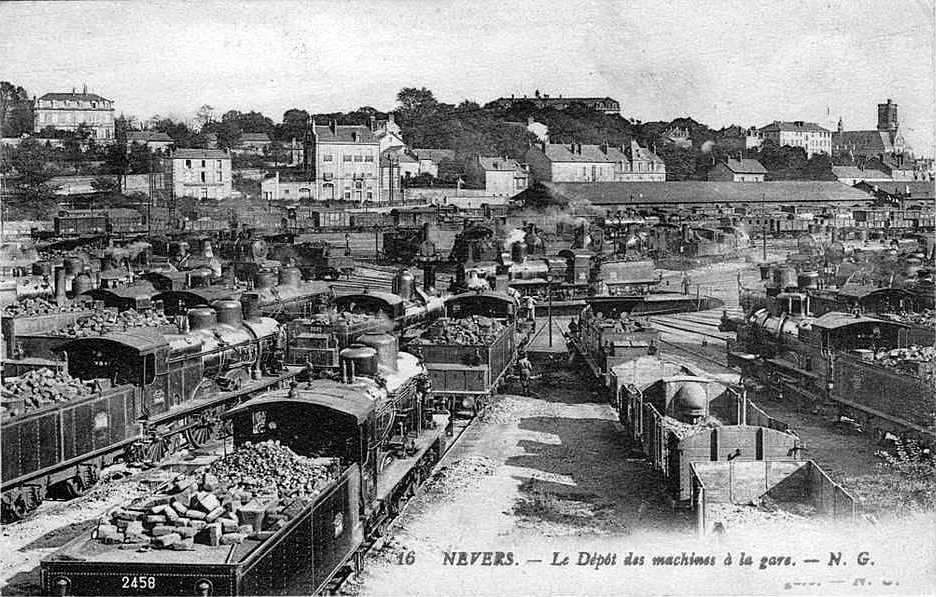
Parc vers 1900.

### Technicentre Industriel Nevers Languedoc
La Compagnie des chemins de fer de Paris à Lyon et à la Méditerranée (PLM) ouvre en 1912 le chantier de construction de l'Atelier du matériel de Nevers. Retardé par le début de la Première Guerre mondiale, le chantier est néanmoins suffisamment avancé pour qu'une partie des futures installations, « le bâtiment d'administration, le réfectoire et quatre logements », soit aménagée en hôpital provisoire, de 90 places, par la Croix Rouge anglaise, à partir du 2 décembre 1914. Les autres installations — magasin, atelier de forges, atelier de roues — achevées au cours de l'année 1914 et au début de 1915 sont réquisitionnées pour les besoins de la défense nationale. Les grands ateliers en béton armé, terminés au début de 1918, sont « mis à disposition de l'armée américaine pour le montage et la réparation des locomotives amenées par le corps expéditionnaire ». C'est le 19th Grand Division Transportation Corps qui réalise l'aménagement intérieur de ces locaux.
Le PLM récupère ses installations, après la fin du conflit, le 23 juillet 1919 et, en 1920, il en confie la gestion à la Compagnie générale de construction et d'entretien du matériel de chemin de fer (CGEM). Le 1er mai 1945, la SNCF reprend l'exploitation du site à son compte sous la dénomination Ateliers de Nevers-Machines. Renommés Technicentre en 2008, ils prennent leur nom actuel en 2019.